# Марія, мати Ісуса
Марія, мати Ісуса — драма 1999 року.

## Сюжет
У цій могутній та проникливій історії любові, жертовності й віри, простежується життя однієї з найвідоміших у світі жінок - Марії, матері Ісуса. Всеохоплююче розкриваючи незгасиму материнську любов Марії до свого Сина, фільм підкреслює її людяність, смиренність і благородство. Вірою Марія подолала всі тяжкі випробування, коли їй довелося пережити передбачені пророками нестерпні страждання Ісуса, його приниження і мученицьку смерть на хресті. Після його воскресіння Марія до кінця своїх днів продовжувала розповсюджуватися послання свого сина про Божу любов і спасіння.